# Norwegia na Letnich Igrzyskach Olimpijskich 1984
Norwegię na Letnich Igrzyskach Olimpijskich 1984 w Los Angeles reprezentowało 103 zawodników: 84 mężczyzn i 19 kobiet. Był to 17. start reprezentacji Norwegii na letnich igrzyskach olimpijskich.
Najmłodszym norweskim zawodnikiem na tych igrzyskach była 17-letnia kolarka, Hege Stendahl, natomiast najstarszym 36-letni wioślarz, Alf Hansen. Chorążym reprezentacji podczas ceremonii otwarcia był wioślarz, Alf Hansen.

## Zdobyte medale
| Medal    | Zawodnik                           | Dyscyplina      | Konkurencja                | Data       |
| -------- | ---------------------------------- | --------------- | -------------------------- | ---------- |
| · Srebro | Grete Waitz                        | · Lekkoatletyka | Maraton                    | 5 sierpnia |
| · Brąz   | Dag Otto Lauritzen                 | · Kolarstwo     | Indywidualna jazda na czas | 29 lipca   |
| · Brąz   | Hans Magnus Grepperud Sverre Løken | · Wioślarstwo   | Dwójka bez sternika        | 5 sierpnia |